# Lista do Patrimônio Mundial na Nova Zelândia
A Organização das Nações Unidas para a Educação, a Ciência e a Cultura (UNESCO) propôs um plano de proteção aos bens culturais do mundo, através do Comité sobre a Proteção do Património Mundial Cultural e Natural, aprovado em 1972. Esta é uma lista do Patrimônio Mundial existente na Nova Zelândia, especificamente classificada pela UNESCO e elaborada de acordo com dez principais critérios cujos pontos são julgados por especialistas na área. A Nova Zelândia, um país arquipélago que abriga relevante diversidade ecológica e natural, ratificou a convenção em 22 de novembro de 1984, tornando seus locais históricos elegíveis para inclusão na lista.
O sítio Parque Nacional de Tongariro foi o primeiro local da Nova Zelândia incluído na lista do Patrimônio Mundial da UNESCO por ocasião da 14ª Sessão do Comitè do Património Mundial, realizada em Banff (Canadá) em 1990. Desde a mais recente adesão à lista, a Nova Zelândia totaliza 3 sítios classificados como Patrimônio da Humanidade, sendo 2 deles de classificação natural e 1 de classificação mista. 

## Bens culturais e naturais
A Nova Zelândia conta atualmente com os seguintes lugares declarados como Patrimônio da Humanidade pela UNESCO:
| | Parque Nacional de Tongariro |
| Bem natural inscrito em 1990, estendido em 1993. |                              |
| Localização: Manawatu-Wanganui / Waikato |                              |
| Em 1993, Tongariro passou a ser o primeiro sítio inscrito na Lista do Patrimônio Mundial seguindo os novos critérios aplicáveis às paisagens culturais. Com efeito, as montanhas situadas no coração deste parque nacional possuem um importante significado cultural e religioso para o povo maori, já que simbolizam os vínculos espirituais que este mantém com a natureza. O parque possui vulcões ativos e extintos, uma ampla gama de ecossistemas e paisagens espetaculares. (UNESCO/BPI) |                              |

| | Te Wahipounamu |
| Bem natural inscrito em 1990. |                |
| Localização: Southland |                |
| Situado no sudoeste da Nova Zelândia, este parque oferece uma paisagem modelada por sucessivas glaciações e composto por fiordes, altas falésias, lagos e cascatas. Os dois terços de sua superfície estão cobertos por florestas de faias meridionais e podocarpos, de mais de 800 anos de idade em alguns casos. Aqui vivem o kea - o único loro alpino do planeta - e o tahake, uma éspecie rara de ave corredora e corpulenta em risco de extinção. (UNESCO/BPI) |                |

| | Ilhas Subantárcticas Neozelandesas |
| Bem misto inscrito em 1998. |                                    |
| Localização: Canterbury |                                    |
| O sítio compreende os arquipélagos de Snares, Bounty, Antipodes, Auckland e Campbell, situados no Oceano Austral, ao sudeste da Nova Zelândia. Devido a situação na confluência das águas antárticas e subtropicais, estes cinco grupos de ilhas possuem uma produtividade marinha e uma diversidade biológica muito ricas, uma alta densidade de populações de espécies animais selvagens e um elevado índice de endemismo no que diz respeito às aves, plantas e invertebrados. São excepcionais tanto na abundância quanto na diversidade de aves pelágicas e pinguins que habitam as ilhas. Foram contabilizadas 126 espécies de aves no total, das quais 40 são marinhas e dentre estas, há cinco apenas que se reproduzem neste sítio. (UNESCO/BPI) |                                    |

## Lista Indicativa
Em adição aos sítios inscritos na Lista do Patrimônio Mundial, os Estados-membros podem manter uma lista de sítios que pretendam nomear para a Lista de Patrimônio Mundial, sendo somente aceitas as candidaturas de locais que já constarem desta lista. Desde 2007, a Nova Zelândia possui 9 locais na sua Lista Indicativa.
| Sítio                                                        | Imagem | Localização | Ano  | Dados UNESCO                  | Descrição |
| ------------------------------------------------------------ | ------ | ----------- | ---- | ----------------------------- | --- |
| Campos vulcânicos de Auckland                                |        | Auckland    | 2007 | Misto: (ii)(iii)(iv)(v)(viii) | O sítio proposto consiste em cones e outras formações geológicas de origem vulcânica na área urbana de Auckland e na região rural ao sul da cidade. Locais de valor cultural incluem os cones icônicos de Maungawhau, Maungakiekie, Maungarei e Te Pane-o-Mataaho, além do notável complexo de jardins de pedra Ōtuataua. |
| Águas e leito marinho da Fiordelândia (Te Moana o Atawhenua) |        | Southland   | 2007 | Natural: (vii)(viii)(ix)(x)   | A maioria dos 15 fiordes da Fiordelândia possui de 200 a 300 metros de profundidade, geralmente com uma península na entrada dos fiordes indicando a profundidade da geleira que os esculpiu. Os fiordes mais extensos erguem-se no centro das montanhas do Parque Nacional da Fiordelândia. |
| Recinto histórico da Bacia de Kerikeri                       |        | Northland   | 2007 | Cultural: (ii)(iii)(iv)(v)    | A Bacia de Kerikeri em Northland abrange as terras ao redor do rio Kerikeri. O patrimônio local é constituído por um conjunto único de construções do período de contato entre missionários cristãos e maoris, incluindo fortes, residências, templos e estruturas hidráulicas. |
| Recinto histórico do art déco de Napier                      |        | Hawke's Bay | 2007 | Cultural: (ii)(iv)(vi)        | A cidade de Napier foi originalmente projetada na década de 1850. A maior parte do centro da cidade foi destruída em 1931 por um forte terremoto e incêndios subsequentes. O Terremoto de Hawke's Bay não apenas destruiu o centro de Napier, mas também causou mudanças dramáticas na paisagem circundante. Essa destruição resultou em uma reconstrução maciça do centro urbano, tornando a cidade uma das mais modernas da Nova Zelândia. |